# Linia 7 de tramvai din București

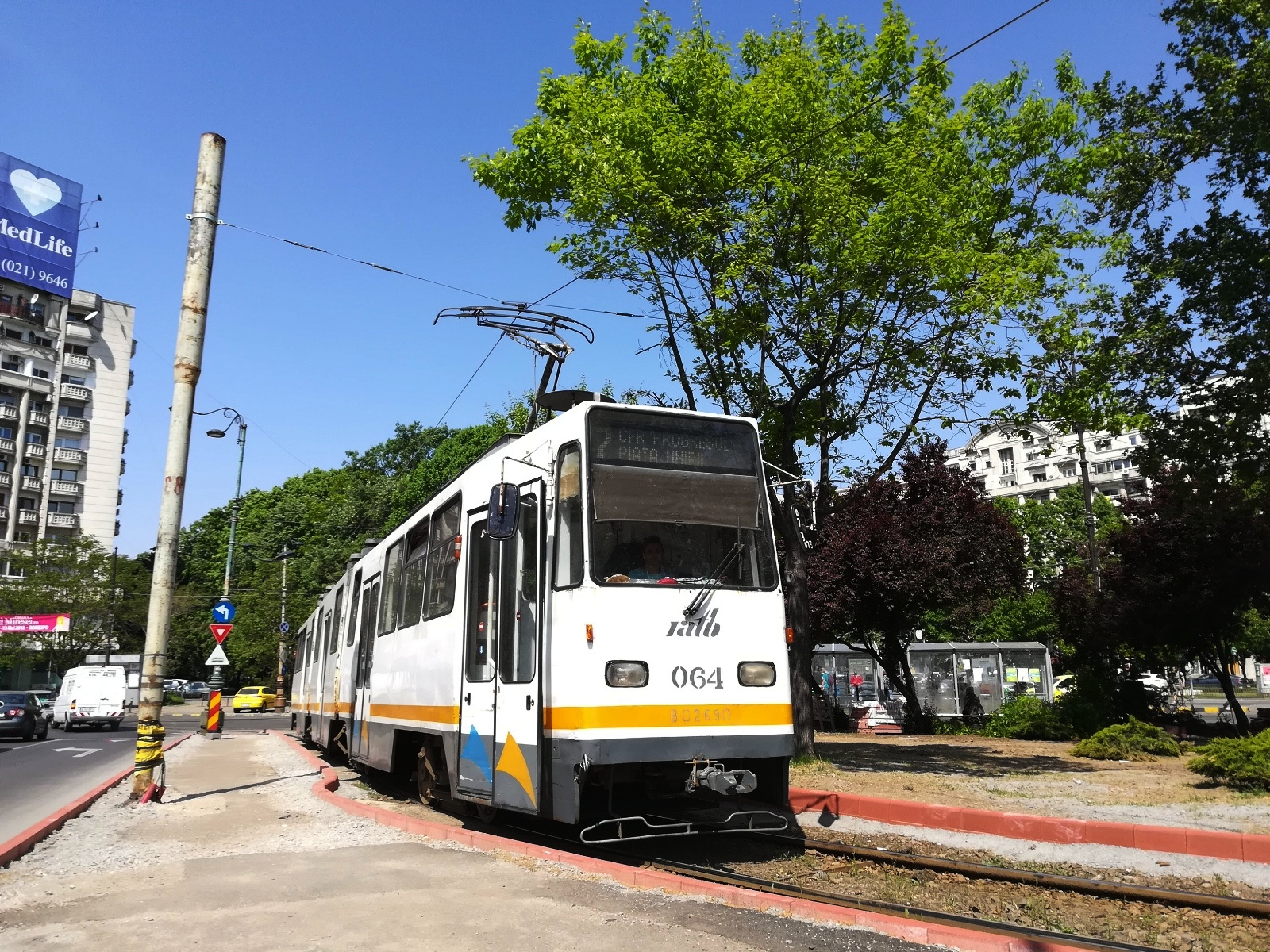
Tramvai V3A-93 pe linia 7 la Piața Unirii

Tramvaiul 7 din București este o linie de tramvai a STB care începe din CFR Progresul, situat în cartierul bucureștean cu același nume, și se termină la stația Piața Unirii. Aceasta urmeaza traseul Șos. Giurgiului - Piața Eroii Revoluției - Șos. Viilor - Str. Constantin Istrati - Str. 11 Iunie - Bd. Regina Maria.

## Traseu și stații

### Schema traseului
|  |   |   |   | Nume Stație                           | Artera                                      | Corespondențe    |
|  | - | - | - | ------------------------------------- | ------------------------------------------- | ---------------- |
|  | ↓ | O | ↑ | Piața Unirii                          | Bulevardul Regina Maria                     | 27, 32, 47       |
|  |   | o |   | 11 Iunie↓ / Patriarhia Română↑        | Bulevardul Regina Maria↓ / Strada 11 Iunie↑ | 23↑, 27, 32↓, 47 |
|  |   | o |   | Gramont                               | Strada 11 Iunie                             | 23, 27, 47       |
|  |   | o |   | Parcul Carol I                        | Strada 11 Iunie                             | 47               |
|  |   | o |   | Autogara Filaret                      | Strada Constantin Istrati                   | 47               |
|  |   | o |   | Șoseaua Viilor↓ / Constantin Istrati↑ | Strada Constantin Istrati / Șoseaua Viilor  | 10↑, 25↑, 47↓    |
|  |   | o |   | Ștefan Hepiteș                        | Șoseaua Viilor                              | 1↓, 10↑, 25      |
|  |   | o |   | Piața Eroii Revoluției                | Șoseaua Viilor                              | 1↓, 10↑, 25      |
|  |   | o |   | Șura Mare                             | Șoseaua Giurgiului                          | 19, 25           |
|  |   | o |   | Muzeul Bacovia                        | Șoseaua Giurgiului                          | 19, 25           |
|  |   | o |   | Piața Progresul                       | Șoseaua Giurgiului                          | 19, 25           |
|  |   | o |   | Toporași                              | Șoseaua Giurgiului                          | 19, 25           |
|  |   | o |   | Drumul Găzarului                      | Șoseaua Giurgiului                          | 19, 25           |
|  |   | o |   | Cimitirul Evreiesc                    | Șoseaua Giurgiului                          | 19, 25           |
|  |   | o |   | Luică                                 | Șoseaua Giurgiului                          | 19, 25           |
|  |   | o |   | Anghel Nuțu                           | Șoseaua Giurgiului                          | 25               |
|  |   | o |   | Căpitan Răducanu Cristea              | Șoseaua Giurgiului                          | 25               |
|  | ↓ | O | ↑ | CFR Progresul                         | Șoseaua Giurgiului                          | 25               |